# We've Come for You All
We've Come for You All è il nono album in studio pubblicato dalla band thrash metal statunitense Anthrax nel 2003.

## Tracce
1. Contact – 1:16
2. What Doesn't Die – 4:10
3. Superhero – 4:03
4. Refuse to Be Denied – 3:20
5. Safe Home – 5:10
6. Any Place but Here – 5:49
7. Nobody Knows Anything – 2:57
8. Strap It On – 3:32
9. Black Dahlia – 2:38
10. Cadillac Rock Box – 3:41
11. Taking the Music Back – 3:11
12. Crash – 0:58
13. Think About An End – 5:09
14. W.C.F.Y.A. – 4:12

## Formazione
- John Bush - voce
- Scott Ian - chitarra
- Rob Caggiano - chitarra
- Frank Bello - basso
- Charlie Benante - batteria